# Toyota Starlet
Der Toyota Starlet (engl.: Sternchen) war ein von 1978 bis 1999 in mehreren Generationen gebauter Kleinwagen von Toyota.
Seit 2020 wird auf dem afrikanischen Markt der name Starlet wiederverwendet für eine umbenannte Version des 2015 eingeführten Suzuki Baleno.

## Starlet P6 (1978–1984)

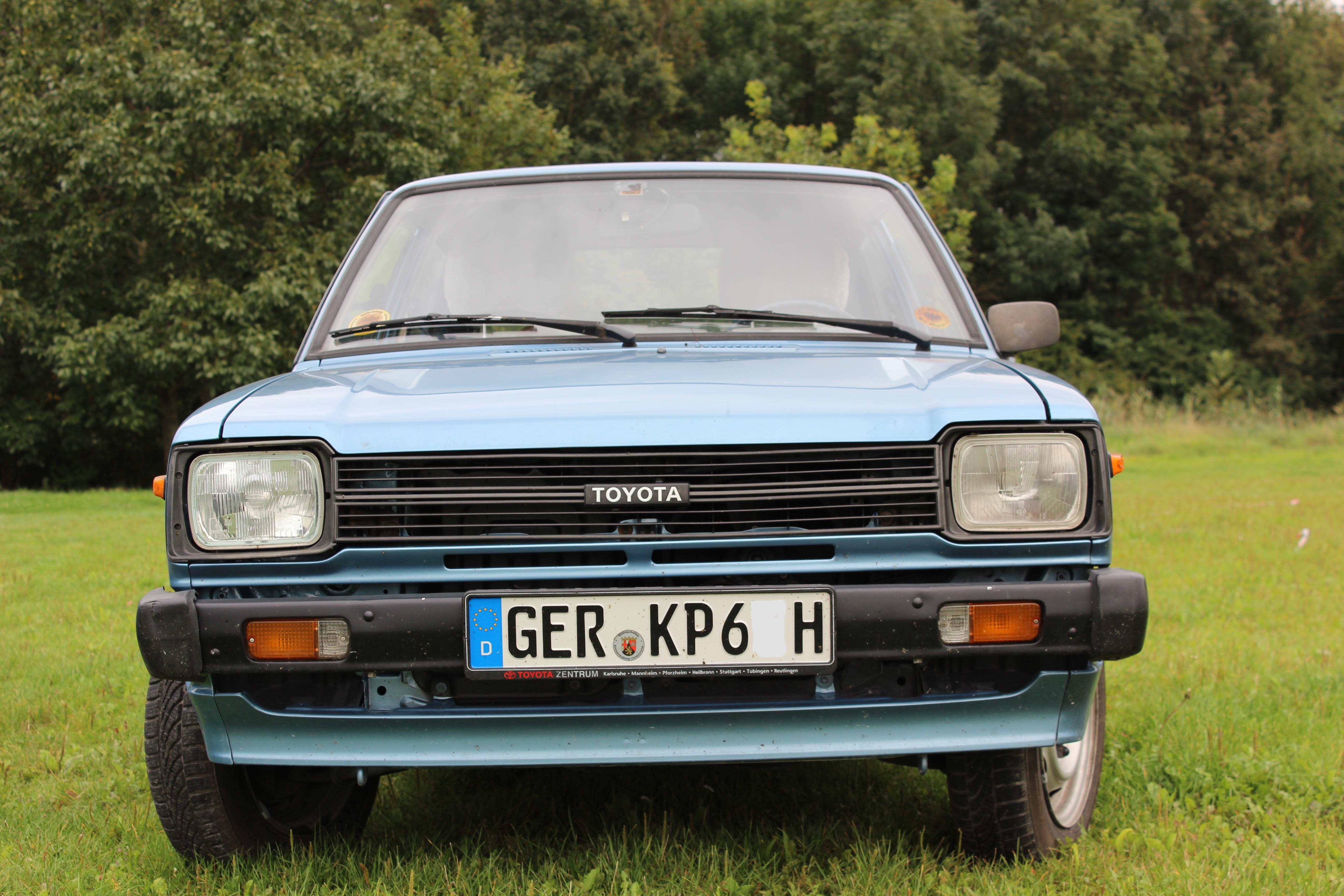
Toyota Starlet (1980–1982)

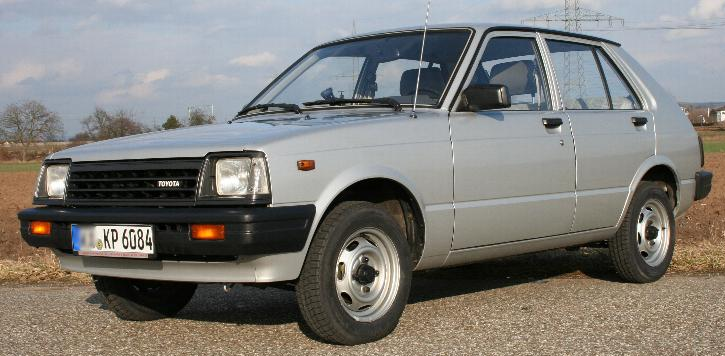
Toyota Starlet (1982–1984)

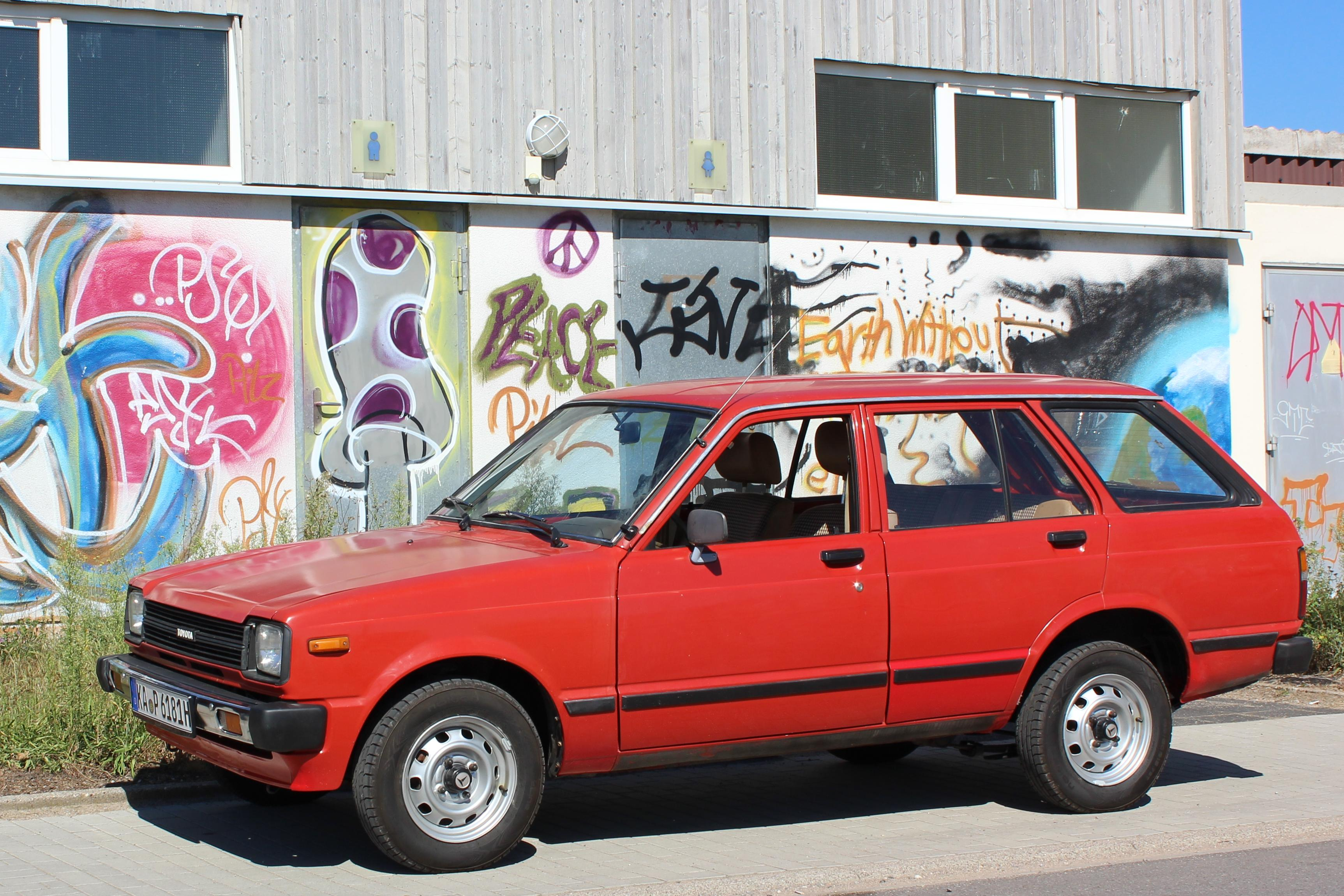
Toyota Starlet Kombi (1980–1982)

Der Starlet P6 war Nachfolger des Toyota Publica und einziger Starlet mit Hinterradantrieb. Lieferbar war er als:
- 1,0 l Modellcode KP60, Motorcode 2K 993 cm³ 33 kW/45 PS „DX“
- 1,2 l Modellcode KP62, Motorcode 3K 1166 cm³ 40 kW/55 PS „DX“ oder „S“
- 1,3 l Modellcode KP61, Motorcode 4K 1290 cm³ 48 kW/65 PS „S“ oder "DL"

Der Starlet wurde kurz nach dem technisch ähnlich konzipierten Mazda 323 im Frühjahr 1978 auf den europäischen Markt gebracht. Beide Fahrzeuge hatten Hinterradantrieb und eine hintere Starrachse. Die K-Motoren des Starlet hatten eine kettengetriebene untenliegende Nockenwelle, die die Ventile über Stößel, Stoßstangen und Kipphebel betätigte. Die Fahreigenschaften mit der schräggestellten und an Längslenkern geführten Hinterachse mit Schraubenfedern galten für damalige Verhältnisse als recht gut.
In den Jahren 1980, 1981 und 1982 führte er die ADAC-Pannenstatistik als zuverlässigster Kleinwagen an.
Historie
- Urmodell mit Rundscheinwerfern bis August 1980
- erstes Facelift im September 1980: rechteckige Scheinwerfer, Motorhaube flacher
- zweites Facelift im September 1982: Kunststoffstoßfänger, Standleuchten neben Scheinwerfer, Kofferraumklappe bis zur Stoßstange heruntergezogen, Armaturenbrett modifiziert, Außenspiegel in der Fensternische.

In Österreich wurde der Starlet wegen der nationalen Typengenehmigung als Kombilimousine mit rechtem Außenspiegel ausgeliefert. In Deutschland wurde er mit Vierganggetriebe oder (ab Modellwechsel 1980) wahlweise mit Automatik ausgeliefert. In Frankreich wurde er aufgrund der dortigen Steuerklassen meist mit Fünfganggetriebe bestellt.
Der fünftürige Kombi hatte eine blattgefederte Hinterachse und war in Deutschland nur mit 1,0-l-Motor lieferbar. In der Schweiz wurde er als KP61 mit 1,3-l-Motor ausgeliefert.
Von 1980 bis 1982 gab es den 1,2-l-Starlet in einer „S“-Variante mit Sporträdern, Drehzahlmesser, Fünfganggetriebe und auffälliger Lackierung. Auch ein Sperrdifferential war verfügbar. Diese S-Ausstattung war eine Anlehnung an den in Europa seit 1979 ausgetragenen „Starlet-Cup“, seinerzeit der höchstdotierte Rallyecup seiner Klasse.
Bei allen Modellen in Europa diente ein Vergaser zur Gemischaufbereitung. Für Schweden und die Schweiz wurde für den Starlet eine unterdruckgesteuerte Abgasrückführung eingeführt, um die Grenzwerte zur Schadstoffemissionen einzuhalten. In den USA hatte der Starlet eine elektronisch gesteuerte Benzineinspritzung (Electronic Fuel Injection, EFI) mit geregeltem Katalysator.

## Starlet P7 (1984–1989)

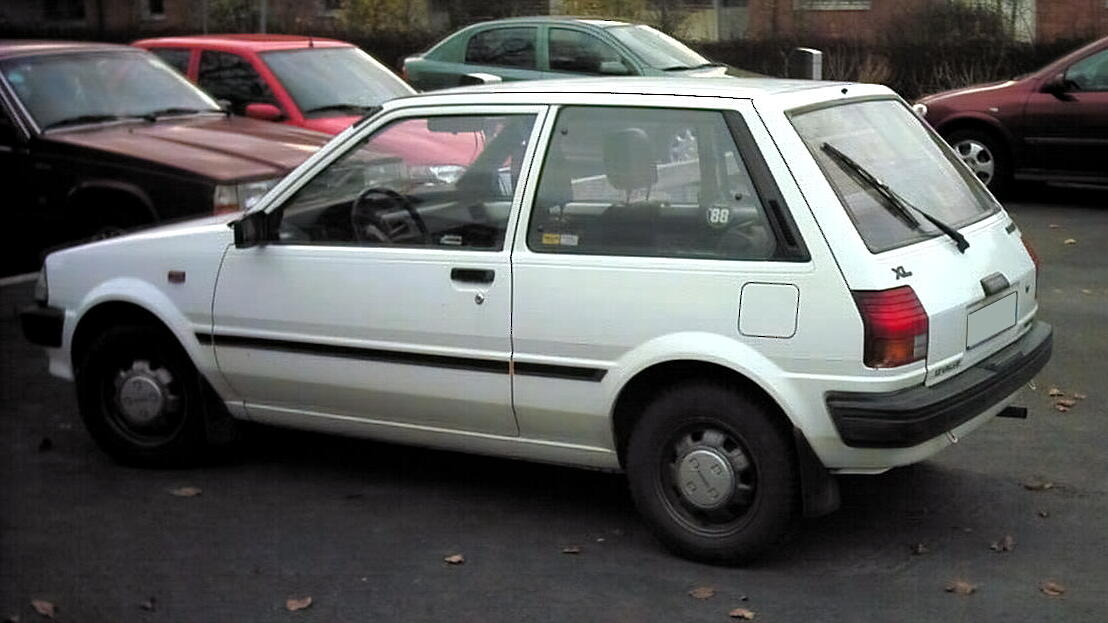
Seitenansicht von hinten

Der P7 war ein neu konstruiertes Modell mit Quermotor und Frontantrieb.
- Er wurde mit 1,0 l Hubraum (Modellcode EP70, Motorcode 1E, 40 kW) oder mit 1,3 l angeboten (Modellcode EP71, Motorcode 2E, 55 kW).
- In Europa war er letztes Modell mit Gemischaufbereitung durch Vergaser (2-stufiger Registervergaser beim 1,0 Liter, Gleichdruckvergaser beim 1,3-Liter-Motor). In der Schweiz angebotene Starlet hatten wegen der strengeren Abgasnormen bereits ab 1986 einen Katalysator.
- Im letzten Modelljahr wurde der EP71 auch in anderen europäischen Ländern mit einer Kombination aus Gleichdruckvergaser und geregeltem Katalysator angeboten.
- Der Starlet P7 war auch als Diesel (Modellcode NP70, 40 kW) mit 1,5-l-Vorkammerdieselmotor erhältlich, Motorcode 1N

Außer den europäischen Ausführungen wie dem DX (abgelöst durch den XL) und dem S als sportliche Variante gab es speziell für den japanischen Markt noch eine Turbo-S-Variante (Motorcode 2E-TELU). Ausgestattet war dieser mit einem turbogeladenen 1,3-Liter-Motor mit Benzineinspritzung.
Im Gegensatz zu den anderen Baureihen wurde der in Europa angebotene P7 während der gesamten Produktionszeit nicht überarbeitet. Lediglich gegen Ende der Produktion wurden einige Sondermodelle wie der Starlet „Cliff“ angeboten.

## Starlet P8 (1989–1996)

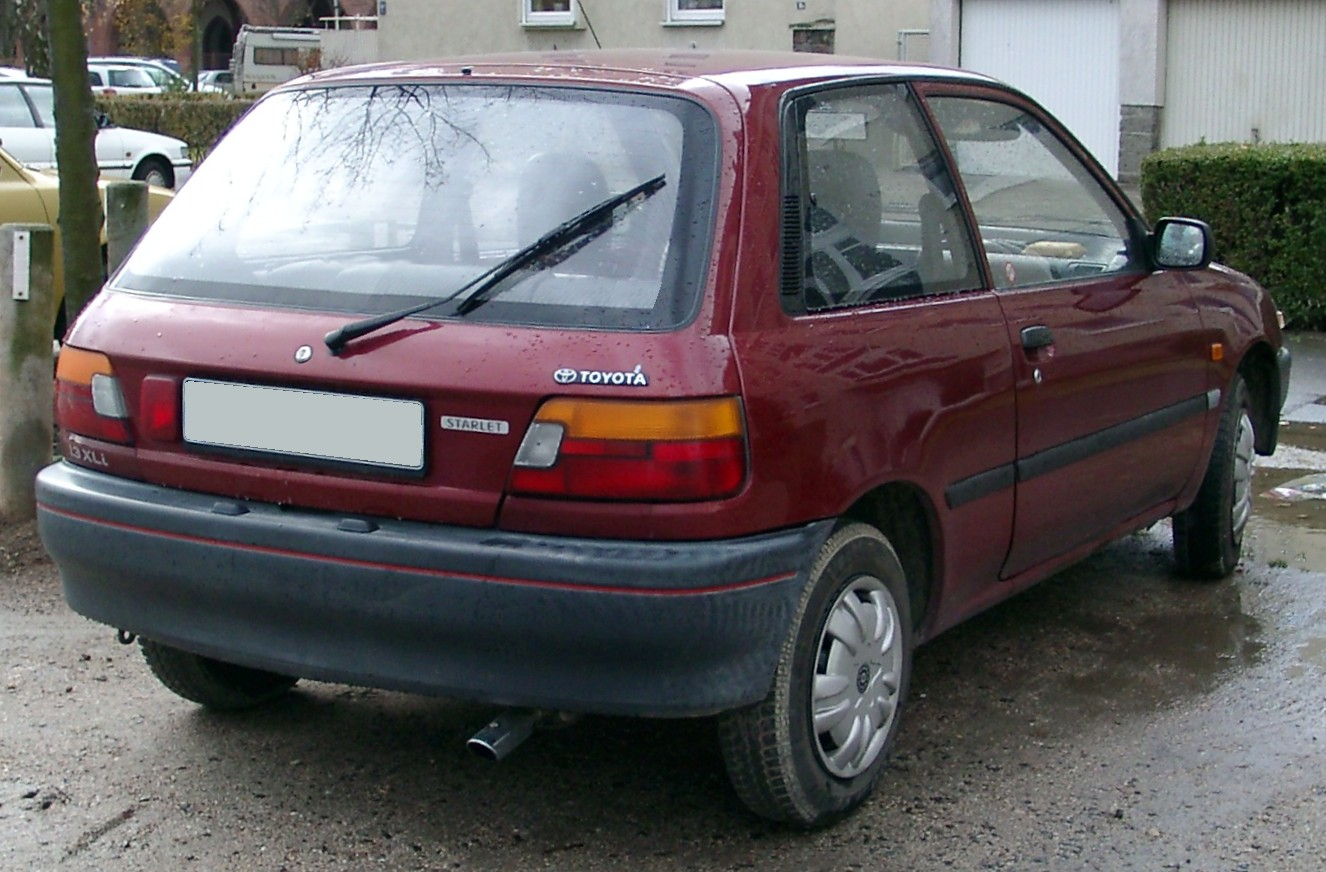
Seitliche Heckansicht

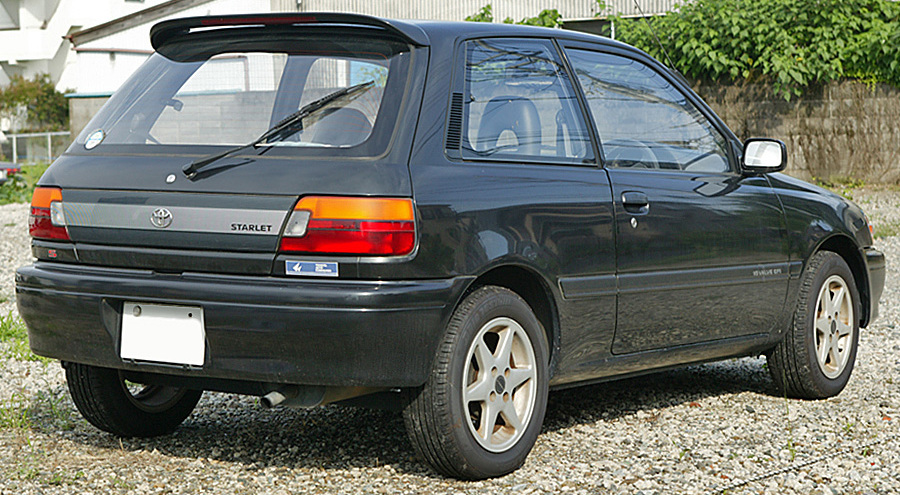
Toyota Starlet 1,3 S

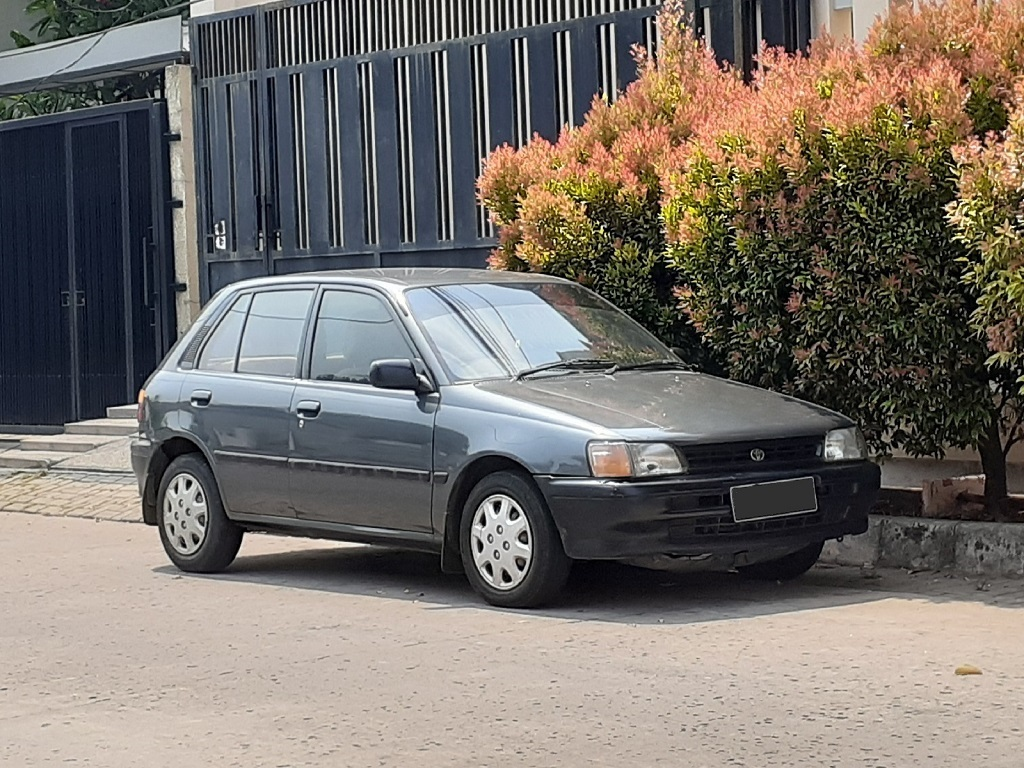
Toyota Starlet 1.3 SE

- Er wurde mit 1,0-l- (Code EP80, 40 kW) und 1,3-l-Ottomotor (Code EP81, 60/55 kW, Motor 2E und 2E-E, 12 Ventile) sowie mit 1,5-l-Dieselmotor (Code NP80, 40 kW) angeboten. Es gab ihn als drei- oder fünftüriges Modell. 4-Sensoren-ABS oder Servolenkung gab es als Sonderausstattung. In Deutschland beschränkte sich das Angebot ab 1990 auf das dreitürige Modell mit 1,3-l-Motor.
- In Europa erstes Modell mit der durch eine Steuereinheit geregelten elektronischen Einspritzung EFI (Electronic Fuel Injection)

Neben den europäischen Ausführungen wie dem XLi, der Sonderedition Jeans, dem OpenAir mit Faltdach und der sportlichen Variante Si gab es speziell für den japanischen Markt noch eine Turbo GT-Variante. Ausgestattet war diese mit einem turbogeladenen 1,4-l-Einspritzmotor (Motorcode 4E-FTE, 135 PS).

## Starlet P9 (1996–1999)

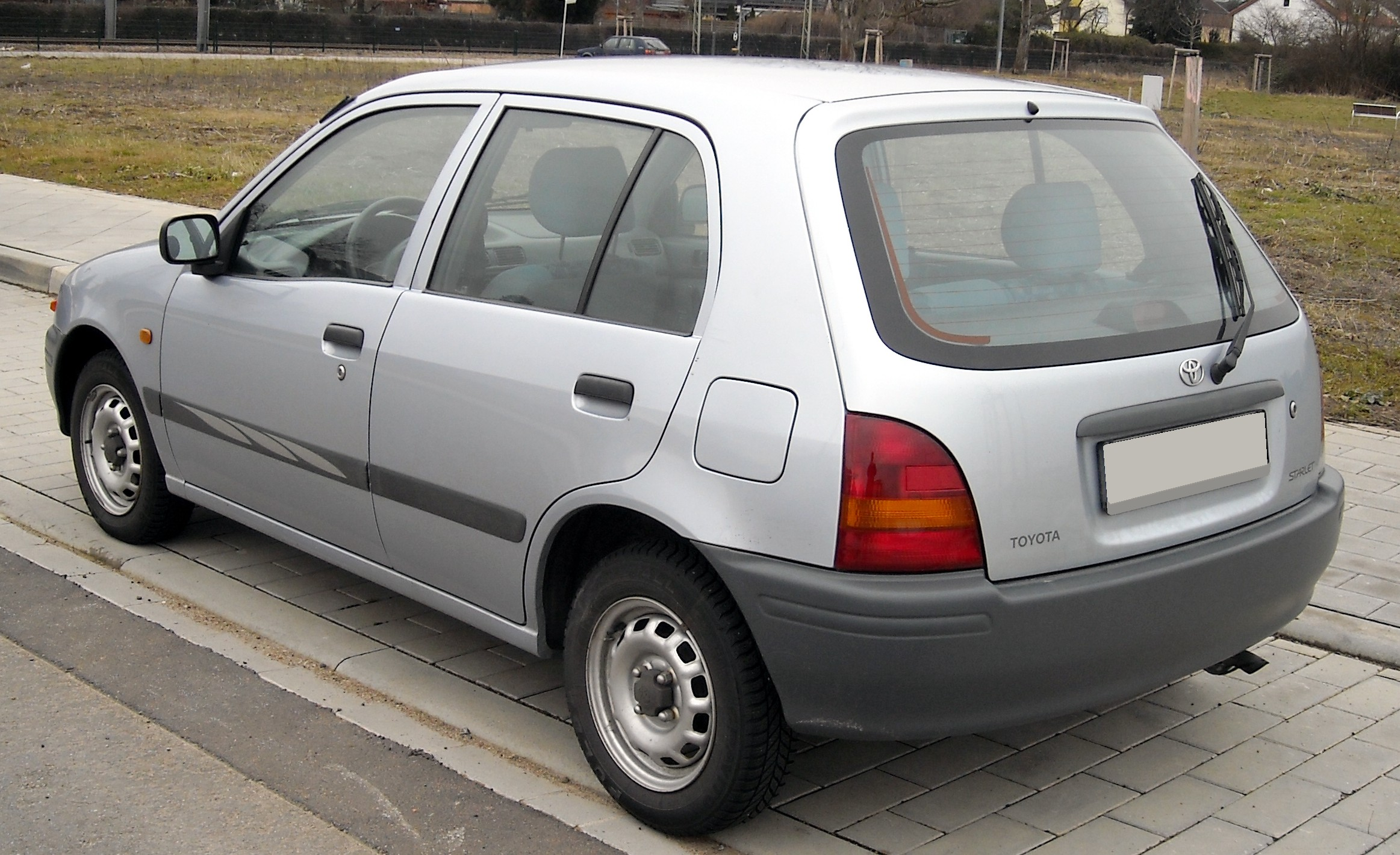
Heckansicht

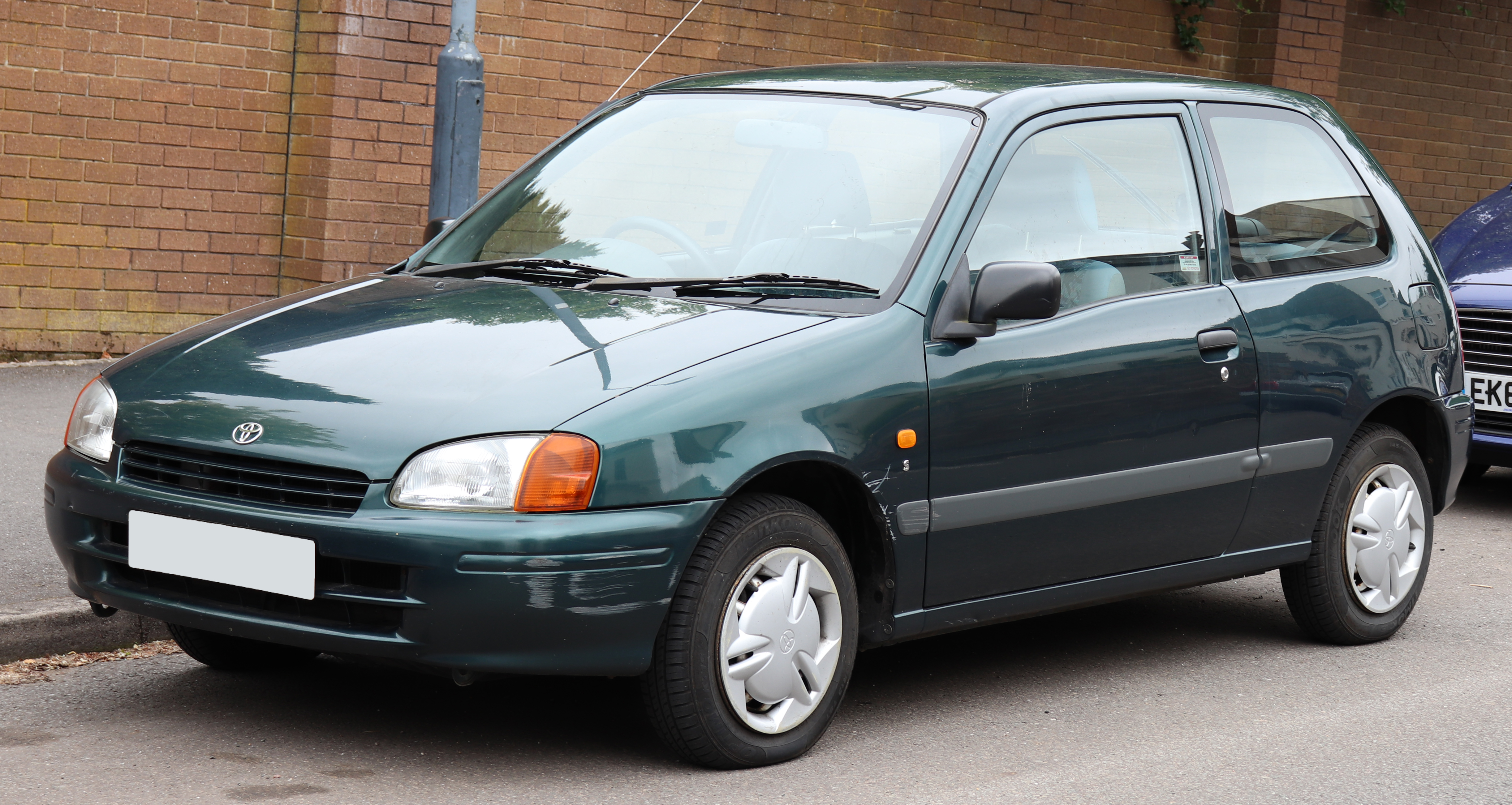
Toyota Starlet Dreitürer

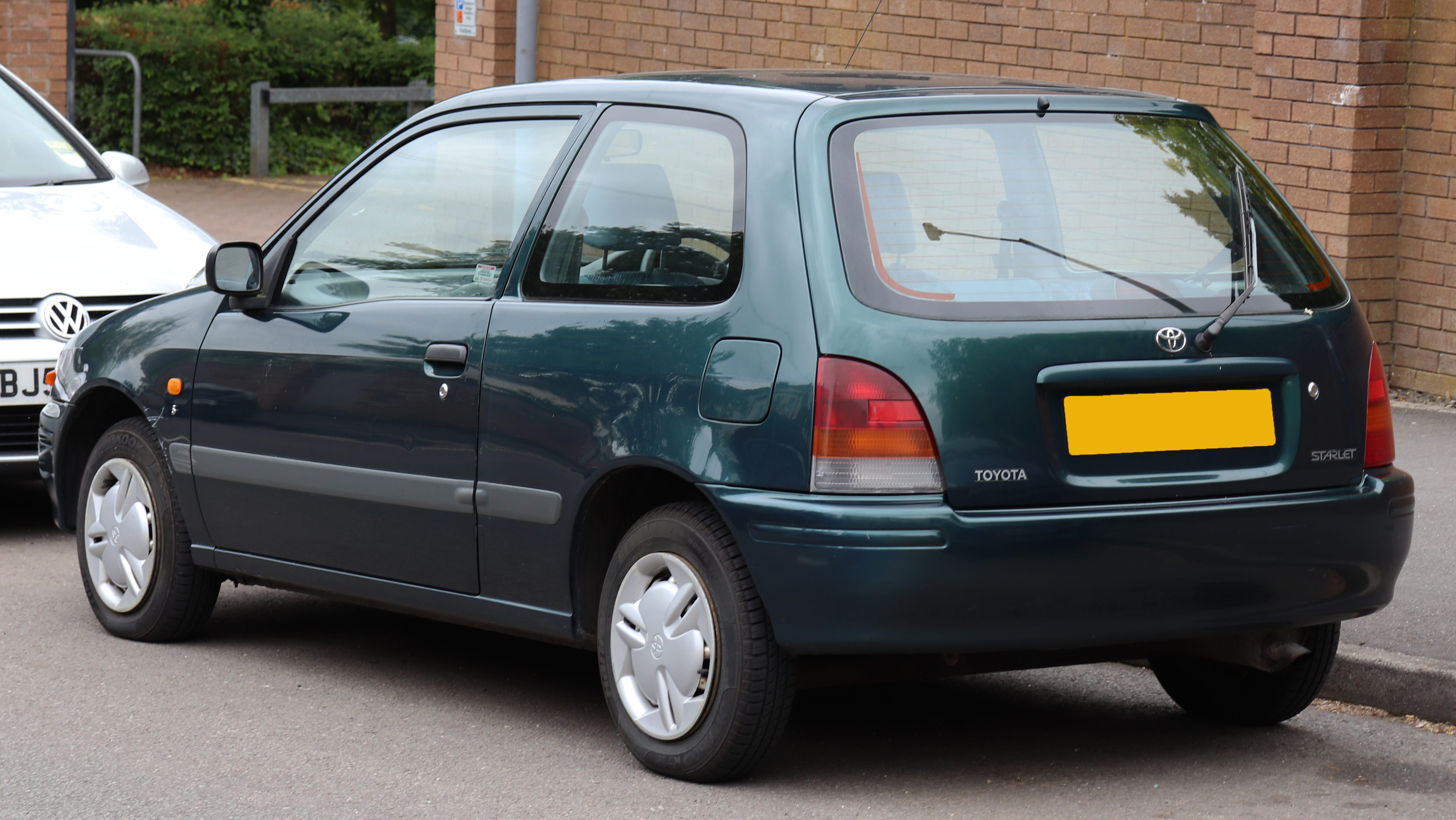
Toyota Starlet Dreitürer

Neben den europäischen Ausführungen wie dem „J“ als Einstiegsmodell und den Sondereditionen, „Carat“ und „Moonlight“, gab es speziell für den Rechtslenker-Heimatmarkt Japan die Glanza S und Glanza V genannten sportlichen Versionen mit 1,3-l-Benzinmotor und 85 PS Leistung (Motorcode: 4E-FE) bzw. 1,3-l-Turbo-Benzinmotor und rund 136 PS Leistung (Motorcode: 4E-FTE). Diese wurden vielfach auch nach Neuseeland, Australien und England importiert, da dort auch Linksverkehr herrscht.
Die Modellreihe erlangte im TÜV Auto-Report 2005 in der Gruppe der 6- und 7-jährigen Fahrzeuge mit nur 6,0 % der Fahrzeuge mit erheblichen Mängeln den ersten Platz.
1999 wurde die Starlet-Baureihe durch den neu entwickelten Toyota Yaris abgelöst.

## Starlet (seit 2020)
2017 beschlossen Toyota und Suzuki eine Partnerschaft. Dabei werden Suzuki-Modelle auf Toyota-Basis in Europa angeboten (Suzuki Across, Suzuki Swace). Im Gegenzug entwickelt Suzuki für Indien und Afrika Fahrzeuge, die dann auch als Toyota vermarktet werden. Im September 2020 gab Toyota bekannt, den 2015 vorgestellten Suzuki Baleno auf dem afrikanischen Markt zunächst in Südafrika als Starlet zu vermarkten.